# Dactylispa cauta
Dactylispa cauta es una especie de insecto coleóptero de la familia Chrysomelidae.
Fue descrita científicamente en 1899 por Weise.